# Prix Platino 2020
La 7e cérémonie des Prix Platino, organisée par la Entidad de Gestión de Derechos de los Productores Audiovisuales, se déroule en 2020 et récompense les films ibéro-américains sortis en 2019.
Le film Douleur et Gloire (Dolor y Gloria) de Pedro Almodóvar domine cette cérémonie avec six prix remportés dont ceux du meilleur film de fiction, du meilleur réalisateur, du meilleur scénario, du meilleur acteur et de la meilleure musique. La série La casa de papel remporte trois prix dont ceux de la meilleure série, du meilleur acteur dans une série et de la meilleure actrice dans un second rôle dans une série.

## Palmarès

### Cinéma

#### Meilleur film de fiction
- Douleur et Gloire (Dolor y Gloria) de Pedro Almodóvar
  - La Vie invisible d'Eurídice Gusmão (A Vida Invisível de Eurídice Gusmão) de Karim Aïnouz
  - Monos de Alejandro Landes
  - Une vie secrète (La trinchera infinita) de Aitor Arregi, Jon Garaño et Jose Mari Goenaga

#### Meilleur réalisateur
- Pedro Almodóvar pour Douleur et Gloire (Dolor y Gloria)
  - Alejandro Amenábar pour Lettre à Franco (Mientras dure la guerra)
  - Aitor Arregi, Jon Garaño et Jose Mari Goenaga pour Une vie secrète (La trinchera infinita)
  - Juan José Campanella pour El cuento de las comadrejas

#### Meilleure actrice
- Carol Duarte pour La Vie invisible d'Eurídice Gusmão (A Vida Invisível de Eurídice Gusmão)
  - Graciela Borges pour El cuento de las comadrejas
  - Belén Cuesta pour Une vie secrète (La trinchera infinita)
  - Ilse Salas pour Las niñas bien

#### Meilleur acteur
- Antonio Banderas  pour Douleur et Gloire (Dolor y Gloria)
  - Ricardo Darín pour Une vie secrète (La trinchera infinita)
  - Antonio de la Torre pour La odisea de los giles
  - Karra Elejalde pour Lettre à Franco (Mientras dure la guerra)

#### Meilleur scénario
- Pedro Almodóvar pour Douleur et Gloire (Dolor y Gloria)
  - Karim Aïnouz, Inés Bortagaray et Murilo Hauser pour La Vie invisible d'Eurídice Gusmão (A Vida Invisível de Eurídice Gusmão)
  - Luiso Berdejo et Jose Mari Goenaga pour Une vie secrète (La trinchera infinita)
  - Alejandro Amenábar et Alejandro Hernández pour Lettre à Franco (Mientras dure la guerra)

#### Meilleure musique
- Alberto Iglesias pour Douleur et Gloire (Dolor y Gloria)
  - Emilio Kauderer pour El cuento de las comadrejas
  - Alejandro Amenábar pour Lettre à Franco (Mientras dure la guerra)
  - Mica Levi pour Monos

#### Meilleur film d'animation
- Buñuel après l'âge d'or (Buñuel en el laberinto de las tortugas)
  - A Cidade dos Piratas
  - Elcano y Magallanes, la primera vuelta al mundo
  - Klaus

#### Meilleur film documentaire
- Democracia em Vertigem
  - Ara Malikian: Una vida entre las cuerdas
  - El cuadro
  - Historias de nuestro cine

#### Meilleur premier film
- La camarista de Lila Avilés
  - El despertar de las hormigas de Antonella Sudasassi Furniss
  - La hija de un ladrón de Belén Funes
  - Ventajas de viajar en tren de Aritz Moreno

#### Meilleur montage
- Teresa Font pour Douleur et Gloire (Dolor y Gloria)
  - Andrea Chignoli pour Araña
  - Alejandro Carrillo Penovi pour La odisea de los giles
  - Laurent Dufreche et Raúl López pour Une vie secrète (La trinchera infinita)

#### Meilleure direction artistique
- Juan Pedro de Gaspar pour Lettre à Franco (Mientras dure la guerra)
  - Alexis Álvarez pour Insumisas
  - Pepe Domínguez pour Une vie secrète (La trinchera infinita)
  - Claudio Ramírez Castelli pour Las niñas bien

#### Meilleure photographie
- Jasper Wolf pour Monos
  - Javier Agirre Erauso pour Une vie secrète (La trinchera infinita)
  - Daniela Ludlow pour Las niñas bien
  - Álex Catalán pour Lettre à Franco (Mientras dure la guerra)

#### Meilleur son
- Lena Esquenazi pour Monos
  - Sergio Bürman, Pelayo Gutiérrez et Marc Orts pour Douleur et Gloire (Dolor y Gloria)
  - José Luis Díaz pour El cuento de las comadrejas
  - Aitor Berenguer et Gabriel Gutiérrez pour Lettre à Franco (Mientras dure la guerra)

#### Cinéma et Éducation aux Valeurs
- El despertar de las hormigas de Antonella Sudasassi Furniss
  - Araña d'Andrés Wood
  - Diecisiete de Daniel Sánchez Arévalo
  - Elisa et Marcela d'Isabel Coixet

### Télévision

#### Meilleure mini-série ou télé-série
- La casa de papel
  - Distrito salvaje
  - El Marginal
  - Monzón

#### Meilleure actrice dans une mini-série ou une télé-série
- Cecilia Suárez pour La casa de las flores
  - Úrsula Corberó pour La casa de papel
  - Leticia Dolera pour Vida perfecta
  - Candela Peña pour Hierro

#### Meilleur acteur dans une mini-série ou une télé-série
- Álvaro Morte pour La casa de papel
  - Javier Cámara pour Vota Juan
  - Óscar Jaenada pour Hernán
  - Jorge Román pour Monzón

#### Meilleure actrice dans un second rôle dans une mini-série ou une télé-série
- Alba Flores pour La casa de papel
  - Belén Cuesta pour Paquita Salas
  - Florencia Raggi pour Monzón
  - Mariana Treviño pour La casa de las flores

#### Meilleur acteur dans un second rôle dans une mini-série ou une télé-série
- Gerardo Romano pour El marginal
  - Gustavo Garzón pour Monzón
  - Juan Pablo Medina pour La casa de las flores
  - Christian Tappan pour Distrito salvaje

### Prix Platino d'honneur
- José Sacristán